# Auguste Le Ny
Auguste Louis Marie le Ny (né à Saint-Servan le 24 janvier 1857, mort le 26 avril 1906) est un officier d'Infanterie de Marine ; il est brièvement maire de Saint-Malo de 1902 à 1904. 

## Biographie
Né à Saint-Servan il est le fils de Joseph et de Eugénie Françoise Hortense Heulin. Il est élève de l'École spéciale militaire de Saint-Cyr en 1876-1878. Nommé Sous-Lieutenant le 1er octobre 1878 au 4e régiment d'infanterie de marine. Il sert en Cochinchine d'octobre 1880 à septembre 1882. Lieutenant le 16 avril 1881 au 1er régiment d'infanterie de marine, il passe au 4e en aout 1882, puis au 2e (septembre 1883). Il sert au Tonkin de novembre 1883 à septembre 1885.Capitaine le 11 mars 1884, il passe au 2e régiment de tirailleurs tonkinois durant un an en juin 1884. Chevalier de la Légion d'Honneur le 7 juillet 1885. Il revient au 2e régiment d'infanterie de marine en 1883. Il quitte le Tonkin et rejoint la Martinique en janvier 1887, jusqu'en mars 1890.
Promu Chef de bataillon le 2 juin 1891 au 8e régiment d'infanterie de marine. En 1894, il revient au Tonkin servir au 3e régiment de tirailleurs tonkinois. En juin 1895, il passe au 9e régiment d'infanterie de marine. Officier de la Légion d'Honneur le 5 février 1896 il sert encore au  5e régiment d'infanterie de Marine en aout 1897 en France, puis au régiment des tirailleurs tonkinois. Il prend sa retraite en 1900. 
Conseiller municipal de Saint-Malo il est nommé maire de juillet 1902 à 1904. Réélu maire le 12 mai 1904 il doit faire face à un Conseil Municipal divisé en deux factions il refuse la fonction et c'est finalement l'ancien maire Charles Jouanjan qui l'accepte après l'avoir lui aussi décliné. Il meurt deux ans plus tard le 26 avril 1906

## Distinctions
- Officier de la Légion d'honneur (5 février 1896)[1]
- Médaille commémorative de l'expédition du Tonkin
- Chevalier de l'Ordre royal du Cambodge

## Sources
1. ↑  « Recherche - Base de données Léonore », sur www.leonore.archives-nationales.culture.gouv.fr (consulté le 12 janvier 2023)